# Eoscarta liternoides
Eoscarta liternoides är en insektsart som beskrevs av Gustav Breddin 1902. Eoscarta liternoides ingår i släktet Eoscarta och familjen spottstritar. Inga underarter finns listade i Catalogue of Life.